# Drapetis abnormalis
Drapetis abnormalis är en tvåvingeart som beskrevs av Yang 1990. Drapetis abnormalis ingår i släktet Drapetis och familjen puckeldansflugor. Inga underarter finns listade i Catalogue of Life.